# Вич, Джим
Джим Вич (англ. Jim Wych, род. 11 января 1954 года) — канадский профессиональный игрок в снукер и пул. Теперь работает комментатором матчей по пулу и снукеру, преимущественно на канале Sky Sports (с 1990 года).

## Карьера
Стал профессионалом в 1979 году. В 1980 вышел в 1/4 финала первого для себя чемпионата мира, обыграв Джона Палмена, 10:5, и Денниса Тейлора, 13:10, и уступив затем своему соотечественнику — Клиффу Торбурну со счётом 6:13. В 1992 году Джим повторил это достижение, но через пять лет, в 1997, покинул профессиональный снукер. Джим — двукратный победитель чемпионата Канады по снукеру и трёхкратный финалист Canadian Professional.